# Cantone di Néronde
Il Cantone di Néronde era una divisione amministrativa dell'arrondissement di Roanne.
È stato soppresso a seguito della riforma complessiva dei cantoni del 2014, che è entrata in vigore con le elezioni dipartimentali del 2015.
Comprendeva i comuni di:
- Balbigny
- Bussières
- Néronde
- Pinay
- Saint-Cyr-de-Valorges
- Sainte-Agathe-en-Donzy
- Sainte-Colombe-sur-Gand
- Saint-Jodard
- Saint-Marcel-de-Félines
- Violay